# Eliphalet Remington
Eliphalet Remington (ur. 28 października 1793 w Suffield, zm. 12 sierpnia 1861 w Ilion) – amerykański przemysłowiec i wynalazca. Założył przedsiębiorstwo Remington Arms, które zajmowało się głównie produkcją pistoletów. Firmę rozwinął jego syn Philo – wynalazca karabinu odtylcowego oraz autor usprawnień w maszynach do pisania.